# Hood Museum of Art
Le Hood Museum of Art est l'un des plus anciens musées des États-Unis. Il fait partie du campus du Dartmouth College dans le New Hampshire et est en relation avec le Hopkins Center for the Arts.

## Historique
Fondé en 1772, le Hood Museum of Art possède quelque 65 000 œuvres. Les collections ethnographiques sont les plus riches (arts africain, amérindien, mélanésien).
Le musée expose également six bas-reliefs assyriens provenant du palais d'Ashurnasipal et datant du Xe siècle av. J.-C. La peinture américaine est bien représentée (portraits et paysages). Le musée possède un magasin et un café. Sous le musée se trouve l'auditorium Arthur M. Loew qui diffuse de nombreux films